# Norwegian Air Argentina
Norwegian Air Argentina S.A. er et flyselskab fra Argentina. Selskabet er ejet af Norwegian. Det blev grundlagt i januar 2017, og opererer Boeing 737-800 med baser i Buenos Aires og Córdoba. Alle fly er registreret i Argentina.

## Historie
Norwegian Air Argentina blev etableret den 25. januar 2017 for at få adgang til fremtidige trafikrettigheder til og fra Argentina og Sydamerika til moderselskabet. Norwegian Air Shuttle, Norwegian Air International, Norwegian Air UK og Norwegian Air Argentina deler samme branding under Norwegian Group.
Flyselskabet fik leveret sit første fly, en Boeing 737-800, i midten af januar 2018, og fik sit luftfartsselskabs certifikat senere samme måned. Flyet blev overført fra Norwegians irske datterselskab, Norwegian Air International. Dog blev flyet overført til drift af Norwegians netværk i Europa, som ifølge Bjørn Kjos, moderselskabets administrerende direktør, var på grund af forsinkelser i Boeing 737 MAX-leverancer, der resulterede i yderligere forsinkelser i starten af flyselskabe, mens driftstart blev flyttet fra august 2018 til oktober 2018.
I august 2018 meddelte Bjørn Kjos, at flyselskabet ville begynde at sælge billetter fra den 4. september 2018 for flyvninger, der ville begynde den 16. oktober 2018. Ved åbningen af billetreservationer blev de første planlagte flyvninger afsløret: Buenos Aires Aeroparque til Córdoba, Mendoza, Neuquén, Puerto Iguazú, Salta og San Carlos de Bariloche. Som forberedelse til den indledende start af operationer blev flyselskabets første Boeing 737-800 overført tilbage fra Norwegian Air International og fløjet fra Stockholm Arlanda Lufthavn til Ezeiza International Airport mellem 5. og 6. oktober 2018 med tekniske stop på Gran Canaria Lufthavn og Greater Natal International Lufthavn , før flyet blev færget til Aeroparque Jorge Newbery den 15. oktober 2018.
Den 16. oktober 2018 indviede Norwegian Air Argentina service med tre daglige returflyvninger. Den første flyvning var flight DN 6022 fra Buenos Aires Aeroparque til Córdoba og startede klokken 07:41 og landede kl. 08.45 lokal tid efterfulgt af en returflyvning fra Buenos Aires til Mendoza og en anden daglig frekvens til Córdoba.
Den 25. oktober 2017 gav National Civil Aviation Administration flyselskabet tilladelse til at begynde operationer på 152 af de 156 ruter, det anmodede om. Flyselskabet har også ansøgt og fået godkendelse for flyvninger fra Buenos Aires til Perth, og har også anmodet om at forlænge flyvningen til Singapore. Denne flyvning vil rute omkring Antarktis, idet man udnytter vindene omkring kontinentet.